# Čengdu J-9
Čengdu J-9 (kitajščina: 歼-9; pinjin: Chengdu J-9) je bil kitajski projekt Mach 2,8 prestreznika. J-9 ni nikoli poletel, projekt so smatrali kot preveč ambicioznega za takratno stanje kitajske letalske industrije in so ga zato leta 1980 preklicali. Namesto njega so izbrali manj sofisticiranega Šenjanga J-8. 
J-9 bi imel delta krilo, kanarde in konfiguracijo brez horizontalnega repa. Sprva so nameravali uporabiti en turboreaktivni motor, kasneje pa turboventilatorskega Vošan WS-6 s 12 400 kg potiska.

## Specifikacije
Splošne karakteristike
- Posadka: 1
- Dolžina: 18,24 m ()
- Razpon kril: 14,37 m ()
- Višina: 4,58 m ()
- Teža praznega letala: 13000 kg ()
- Naložena teža: 17000 kg ()
- Maks. vzletna teža: 21500 kg ()
- Pogon letala: 1 × Vošan WS-6 Turbofan z dodatnim zgorevanjem

 Zmogljivost 
- Maks. hitrost: Mach 2,8
- Bojni dolet: 2000 km ()
- Višina leta: 28000 m ()
- Hitrost vzpenjanja: 255 m/s ()

Oborožitev

- 2× 23 mm Type 23-III avtomatska topa
- 4× PL-4A/B rakete zrak-zrak